# Rumbaumsche Schule

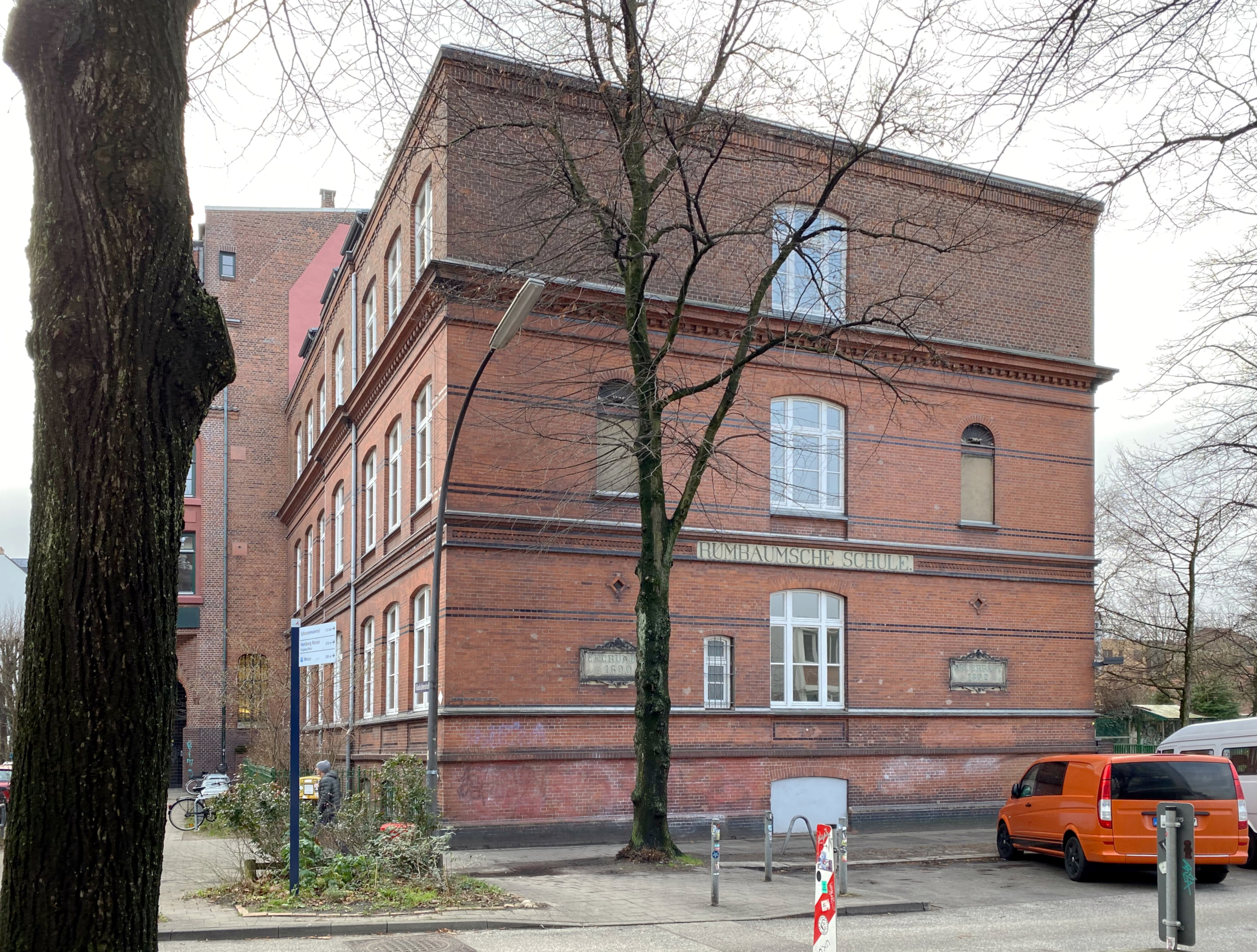
Schulgebäude im Karoviertel

Die Rumbaumsche Schule war eine Stiftungsschule in Hamburg, die von 1692 bis 1923 bestand. Das erste Schulgebäude der Rumbaumschen Schule am Valentinskamp im Gängeviertel besteht nicht mehr, das 1892 bezogene Schulgebäude im Karolinenviertel existiert noch. Dieses Gebäude steht unter Denkmalschutz, wird aber seit 1982 nicht mehr schulisch genutzt.

## Geschichte
Die Stiftung wurde 1690 errichtet, offenbar inspiriert durch eine Predigt von Johann Winckler am 14. Januar 1690 in St. Michaelis, wo Winckler Hauptpastor war. Ein anonymes Gemeindemitglied legte ein Subskriptionsbuch an, in dem etliche Bürger kleinere Beträge zeichneten. Das Gros des Stiftungskapitals kam dann jedoch aus einer einzigen Quelle, dem Vermächtnis von Helene Opfermann, die am 26. Juli 1690 das gesamte ihr zugeflossene Erbe aus ihrer ersten Ehe mit dem Arzt Caspar Rumbaum den Armen widmete. Ein Betrag von 6.000 Mark Courant war dabei ausdrücklich der Gründung einer Armenschule in der Neustadt gewidmet, die den Namen Rumbaumsche Stiftung tragen sollte. Als Testamentsvollstrecker setzte sie Johann Winckler ein.
1692 kaufte die Stiftung ein Haus am Valentinskamp, in dem die Schuleräume sowie zwei Lehrerwohnungen Platz fanden. Mitte des 18. Jahrhunderts wurden an der Schule etwa 300 Kinder unentgeltlich unterrichtet. Die Stiftung wurde durch vier Patrone geleitet, zwei Senatoren und zwei Hauptpastoren. Dazu kam ein Sekretär, ein Notar sowie der Schulleiter. 1867 waren die prominenten vier Patrone zum Beispiel die Senatoren Hayn und Versmann sowie die Pastoren Kunhardt (St. Jacobi) und von Ahsen (St. Michaelis).
Von 1891 bis 1892 wurde an der Grabenstraße 28 (Anschrift seit 2010: Flora-Neumann-Straße 5) nach Plänen von Baudirektor Zimmermann ein Schulneubau für die Rumbaumsche Schule errichtet. Unter den Schülern befand sich seinerzeit u. a. Carl von Ossietzky mit einem Freiplatz.
Während des Ersten Weltkriegs oder in der folgenden Hochinflation endete die wirtschaftliche Existenz der Rumbaumschen Stiftung. Die Schüler wurden von der benachbarten Volksschule Kampstraße 58‒60 (später Grabenstraße 28‒32, heute Flora-Neumann-Straße 3) aufgenommen. Das Gebäude der Rumbaumschen Schule wurde aufgestockt und als öffentliche Sonderschule fortgeführt. Diese Sonderschule zog 1982 in die Marckmannstraße 60 in Rothenburgsort um. Daran anschließend übernahm ein Trägerverein der Jugendhilfe das Gebäude.